# Christian Heinrich Friedrich Peters
Christian Heinrich Friedrich Peters (f. 1813, d. 1890) var en danskfødt, tysk-amerikansk astronom, kendt for hans vidtspændende forskning og opdagelse af mange asteroider i asteroidbæltet og små planeter i Solkredsen. Han opdagede og navngav mindst 48 asteroider, samt observerede kometer.
Han blev født i 1813 i Koldenbyttel, der var del af dansk Slesvig, og studerede astronomi og matematik i Tyskland hos den tyske matematiker Carl Friedrich Gauss. Hans forældre var den gejstlige forfatter og prædikant Hartwig Peters og Catharina Paulina Böckmann. Peters havde også fire brødre, sagføreren Eduard Peters, naturforskeren Wilhelm Peters, provsten Otto Peters og købmanden Hartwig Peters (den yngre).

Peters talte mange sprog, deriblandt oldgræsk, latin, arabisk, persisk, hebræisk og tyrkisk. Med den tyske geolog Wolfgang Sartorius von Waltershausen tog han til Sicilien, hvor de sammen udforskede vulkanen Etna. Peters forblev i Italien og blev ansat på det astronomiske observatorium i Capodimonte i Napoli, hvor han observerede pletter på Solen og i 1846 opdagede den meget lyssvage komet (1846 VI).
Peters var også politisk aktiv og han blev tiltrukket af radikale organisationer i Italien, hvilket gjorde, at myndighederne ville anholde ham, så han blev nødt til at flygte. Han drog først til Frankrig, og derefter til det tyrkiske Ottomanrige, hvor han takket hans store sprogkundskaber og viden blev offentlig ansat videnskabsmand hos Reshid Pasha, storvesir for sultan Mejid II.
En amerikansk ambassadør anbefalede ham at tage til USA, hvor Peters til sidst slog sig ned i New York-staten og forskede videre. Han blev ansat på Dudley observatoriet i Albany, hvor han observerede endnu en komet, men stillingen var meget dårlig betalt. Han blev til sidst professor på Hamilton College i Clinton, New York, hvor han kunne benytte den største teleskop i datidens USA og var i stand til at opdage de mange asteroider. 

## Asteroider opdaget af Christian H. F. Peters
| 72 Feronia    | 29. maj, 1861       |
| 75 Eurydike   | 22. september, 1862 |
| 77 Frigga     | 12. november, 1862  |
| 85 Io         | 19. september, 1865 |
| 88 Thisbe     | 15. juni, 1866      |
| 92 Undina     | 7. juli, 1867       |
| 98 Ianthe     | 18. april, 1868     |
| 102 Miriam    | 22. august, 1868    |
| 109 Felicitas | 9. oktober, 1869    |
| 111 Ate       | 14. august, 1870    |
| 112 Iphigenia | 19. September, 1870 |
| 114 Kassandra | 23. august, 1871    |
| 116 Sirona    | 8. September, 1871  |
| 122 Gerda     | 31. juli, 1872      |
| 123 Brunhild  | 31. juli, 1872      |
| 124 Alkeste   | 23. august, 1872    |
| 129 Antigone  | 5. februar, 1873    |
| 130 Elektra   | 17. februar, 1873   |
| 131 Vala      | 24. maj, 1873       |
| 135 Hertha    | 18. februar, 1874   |
| 144 Vibilia   | 3. juni, 1875       |
| 145 Adeona    | 3. juni, 1875       |
| 160 Una       | 20. februar, 1876   |
| 165 Loreley   | 9. august, 1876     |
| 166 Rhodope   | 15. august, 1876    |
| 167 Urda      | 28. august, 1876    |
| 176 Iduna     | 14. oktober, 1877   |
| 185 Eunike    | 1. marts, 1878      |
| 188 Menippe   | 18. juni, 1878      |
| 189 Phthia    | 9. September, 1878  |
| 190 Ismene    | 22. september, 1878 |
| 191 Kolga     | 30. september, 1878 |
| 194 Prokne    | 21. marts, 1879     |
| 196 Philomela | 14. maj, 1879       |
| 199 Byblis    | 9. juli, 1879       |
| 200 Dynamene  | 27. juli, 1879      |
| 202 Chryseïs  | 11. september, 1879 |
| 203 Pompeja   | 25. September, 1879 |
| 206 Hersilia  | 13. oktober, 1879   |
| 209 Dido      | 22. oktober, 1879   |
| 213 Lilaea    | 16. februar, 1880   |
| 234 Barbara   | 12. august, 1883    |
| 249 Ilse      | 16. august, 1885    |
| 259 Aletheia  | 28. juni, 1886      |
| 261 Prymno    | 31. oktober, 1886   |
| 264 Libussa   | 22. december, 1886  |
| 270 Anahita   | 8. oktober, 1887    |
| 287 Nephthys  | 25. august, 1889    |